# Wörth am Main
Wörth am Main är en stad i Landkreis Miltenberg i Regierungsbezirk Unterfranken i förbundslandet Bayern i Tyskland.